# MASH (Film)
MASH (abweichende Schreibweise auf Plakaten: M*A*S*H) ist eine satirische amerikanische Filmkomödie aus dem Jahr 1970. Der Film, gedreht unter der Regie von Robert Altman, basiert auf dem Roman MASH (Originaltitel: MASH – A Novel About Three Army Doctors) von Richard Hooker (Pseudonym von H. Richard Hornberger) und dreht sich um das Personal eines Mobile Army Surgical Hospital (abgekürzt M.A.S.H.) im Koreakrieg.

## Handlung
Der Film spielt größtenteils 1951 in einem mobilen Feldlazarett, wenige Kilometer von der koreanischen Front entfernt. Der Chirurg Captain „Hawkeye“ Pierce leistet sich gleich zu Beginn einen Fauxpas. Der Fahrer, der ihn ins Lazarett bringen soll, lässt ihn stehen, und als Captain „Duke“ Forrest auftaucht und glaubt, Hawkeye sei sein Fahrer, lässt dieser das unerwidert, nimmt sich einen Jeep und fährt davon, worauf beide wegen Diebstahls eines Militärfahrzeugs von der Militärpolizei verfolgt werden.
Im Feldlazarett angekommen, geraten sie mit ihrem Zeltkameraden, Major Frank Burns, in Streit, da dieser die Dienstvorschriften sehr ernst nimmt, seine Religiosität zur Schau stellt und Abstinenzler ist. Hawkeye und Duke beschweren sich beim Kommandanten der Einheit, Colonel Henry Blake, er möge Burns aus ihrem Zelt entfernen und mindestens noch einen Chirurgen für sie anfordern.
Der neu eingetroffene Chirurg, Captain „Trapper“ John McIntyre, ist nach dem Geschmack von Hawkeye und Duke und zudem ein hervorragender Chirurg. Gleichzeitig mit ihm kommt auch eine neue Chefkrankenschwester, Major Margaret O’Houlihan, an, die sich ihrerseits mit Burns sehr gut versteht. O’Houlihan und Burns wollen nun dem Trio der Chirurgen das Leben zunehmend schwer machen, indem sie gemeinsam einen Beschwerdebrief an das Oberkommando über die Zustände im Lazarett verfassen. Sie werden jedoch rasch gebremst: Bei einem Techtelmechtel der beiden schiebt jemand ein Mikrofon unter die Zeltplane, und Trapper schließt es an die Beschallungsanlage des Lagers an, sodass alle die Liebesgeräusche der beiden hören können, unter anderem „… meine Lippen sind so heiß!“ Am nächsten Tag werden O’Houlihan und Burns wegen der Affäre gewaltig auf die Schippe genommen, O’Houlihan trägt von nun an den wenig schmeichelhaften Spitznamen „hot lips“. Burns lässt sich sogar zu einer körperlichen Attacke auf Hawkeye hinreißen und wird von der MP in einer Zwangsjacke aus dem Lazarett abgeführt.
Pfarrer Mulcahy, der Feldkaplan, erzählt Hawkeye, dass ihm der Zahnarzt des Lazaretts Waldowski, auch genannt der „schmerzlose Bohrer“, ein sehr schwerwiegendes Problem  in der Beichte anvertraut habe. Wegen des Beichtgeheimnisses könne er nur sagen, dass Waldowski neulich geäußert habe: „Poker ist ja auch nur ein Spiel“, daran sei zu erkennen, wie schlimm es um Waldowski stehe. Der dadurch alarmierte Hawkeye befragt Waldowski, der ihm erklärt, er habe bei einer Krankenschwester sexuell versagt. Er habe daraufhin über Donjuanismus gelesen: eigentlich sei er homosexuell. Daher werde er sich umbringen. Darauf erklären Hawkeye, Duke und Trapper, ihm bei seinem Unterfangen helfen zu wollen und eine „schwarze Kapsel“ herzustellen, die ihn töten werde. Nach einem Abschiedsessen, das szenarisch Leonardo da Vincis Gemälde Das Abendmahl nachempfunden ist, legt sich Waldowski in einen offenen Sarg und schluckt die schwarze Kapsel. Alle nehmen von ihm Abschied, und er schläft ein, da die schwarze Kapsel keine tödliche Substanz, sondern lediglich ein Schlafmittel enthält. Kurz darauf überredet Hawkeye die Krankenschwester Lieutenant Maria „Dish“ Schneider, die gerade den letzten Abend vor ihrer Heimreise in die USA verbringt, während der Nacht den Zahnarzt von seinem „Leiden“ zu kurieren. Das gelingt offensichtlich, denn am nächsten Tag begrüßen sich der „kurierte“ Zahnarzt und Hawkeye, als ob nichts gewesen wäre.
Trapper und Hawkeye werden nach Kokura in Japan geschickt, um einen GI, den Sohn eines Kongressabgeordneten, zu operieren. Das geht relativ reibungslos über die Bühne, doch werden sie beim Verlassen des Krankenhauses gebeten, einen amerikanisch-japanischen Säugling am Herzen zu operieren, da dieser sonst sterben würde. Die beiden Ärzte behandeln das Kind, doch legen sie sich dadurch mit dem Kommandanten des Hospitals, Colonel Wallace Merrill, an. Auch dieses Problem lösen die beiden, indem sie Merill narkotisieren, nackt zu einer Geisha ins Bett stecken und ihn dabei fotografieren, wodurch dieser sich genötigt sieht, die von ihm angedrohten Strafen gegen Hawkeye und Trapper fallen zu lassen.
In der Zwischenzeit besucht General Hammond das Feldlazarett und vereinbart mit Blake, dass beide eine Football-Mannschaft aufstellen, gegeneinander antreten lassen und eine stattliche Summe Geld dabei verwetten werden. Hawkeye hat einen Plan: Zuerst wird ein neuer Hirnchirurg angefordert, nämlich Dr. Oliver Harmon „Speerschleuder“ Jones, der nebenbei auch professioneller Spieler bei den San Francisco 49ers ist. Dieser soll jedoch erst in der zweiten Hälfte des Spieles auftreten, wodurch die Gegenseite dazu verführt werden soll, schon während der ersten Hälfte in Siegesgewissheit möglichst viel Geld zu setzen. Durch Jones sollte dann das Ruder des Spieles herumgerissen und der Wetteinsatz eingestrichen werden. Der Plan geht auf, doch erweist sich die gegnerische Mannschaft von General Hammond als noch härter als erwartet. Doch die Ärztetruppe narkotisiert heimlich den gegnerischen Stürmer und erzielt kurz vor Schluss des Spiels einen entscheidenden Touchdown, indem Staff Sergeant Vollmer den Ball unter dem Trikot versteckt und, während die gegnerische Mannschaft durch einen Scheinangriff abgelenkt ist, den Ball in die Endzone trägt.
Bald nach dem Spiel erhalten Hawkeye und Duke ihre Marschbefehle zurück in die Heimat. Sie sehen das mit einem lachenden und einem weinenden Auge und fahren mit demselben Jeep ab, den sie sich am Beginn des Films „ausgeborgt“ hatten.

## Synchronisation
Die deutsche Synchronfassung entstand bei der Berliner Synchron. Fritz A. Koeniger schrieb das Dialogbuch und Dietmar Behnke führte Regie.
| Rolle                                             | Darsteller        | Synchronsprecher   |
| ------------------------------------------------- | ----------------- | ------------------ |
| Capt. Benjamin Franklin „Hawkeye“ Pierce          | Donald Sutherland | Uwe Friedrichsen   |
| Capt. John Francis Xavier „Trapper John“ McIntyre | Elliott Gould     | Peer Schmidt       |
| Capt. Augustus Bedford „Duke“ Forrest             | Tom Skerritt      | Christian Brückner |
| Maj. Margaret „Hot Lips“ O’Houlihan               | Sally Kellerman   | Margot Leonard     |
| Maj. Franklin Archimedes „Frank“ Burns            | Robert Duvall     | Jürgen Thormann    |
| Lt. Col. Henry Braymore Blake                     | Roger Bowen       | Rolf Schult        |
| Father Mulcahy                                    | René Auberjonois  | Horst Keitel       |
| Dr. Oliver „Spearchucker“ Jones                   | Fred Williamson   | Joachim Kemmer     |
| Sgt. Vollmer                                      | David Arkin       | Randolf Kronberg   |
| Capt. Walter „Painless Pole“ Waldowski            | John Schuck       | Christian Rode     |
| Capt. Dennis Bandini                              | Corey Fischer     | Joachim Pukaß      |
| Cpl. „Radar“ O’Reilly                             | Gary Burghoff     | Andreas Mannkopff  |
| Capt. Ezekiel Marston IV                          | Michael Murphy    | Arne Elsholtz      |
| Pvt. Lorenzo Boone                                | Bud Cort          | Uwe Paulsen        |
| Brigadegeneral Hammond                            | George Wood       | Martin Hirthe      |

## Drehbuch und Filmvorlage
Bemerkenswert ist, dass der Drehbuchautor Ring Lardner Jr. auf der „Schwarzen Liste“ Hollywoods stand. Er stand der „Left-Wing“-Bewegung nahe und wurde vor das Komitee für unamerikanische Umtriebe geladen und später wegen Geringschätzung des Kongresses für 12 Monate inhaftiert. Lardner Jr. gehörte den Hollywood Ten an, einer Gruppe von Regisseuren, Schauspielern und Drehbuchautoren, welche eine Aussage bei der Untersuchung über „unamerikanische Umtriebe“ vor dem Repräsentantenhaus verweigert hatten. Lange Zeit musste er unter Pseudonymen arbeiten. Als der Film erschien, konnte er wieder unter seinem realen Namen erscheinen.
Hinter dem Künstlernamen Richard Hooker stand der Arzt Richard Hornberger, der seine Karriere und guten Ruf als Mediziner nicht durch das Buch gefährden wollte. Die Filmvorlage ist autobiographisch und behandelt seine Erfahrungen in einer M.A.S.H.-Einheit während des Koreakriegs, wo unter schwierigsten Bedingungen tagelang fast ununterbrochen operiert werden musste. Der Film gibt dieses Geschehen relativ realistisch wieder. 1970 bezogen die Zuschauer die Handlung des Films natürlich auch auf den Vietnamkrieg.

## Kritiken
Der Filmhistoriker Ulrich Gregor sah den Film als „eine Art gehobene Militärklamotte. Auch der Respekt für Altmans späteres Werk führt nicht an der Feststellung vorbei, dass M.A.S.H. ein Film der plumpen Effekte und der Spekulation mit Zweideutigkeiten war, der den Krieg nur als Folie für das lockere Treiben seiner Protagonisten benutzte.“

„Altmans umstrittener Film versteht sich als eine grausig-zynische Satire gegen den Krieg, die den Zuschauer auf schockierende Weise zugleich abstößt und unterhält.“

„Trotz guter Absichten und ansprechender Gestaltung reicht der Film über das Niveau einer Militärklamotte nicht hinaus, wodurch die Chance, eine Antikriegssatire zu schaffen, restlos vertan wird.“

## Trivia
- Der Filmdialog enthält als einer der ersten Filme das Schimpfwort „fuck“.
- Der Film ist von der Library of Congress als culturally significant eingestuft worden und wird im National Film Registry der USA geführt.
- Die Titelmelodie von MASH heißt Suicide Is Painless. Sie wurde von Johnny Mandel komponiert und von Mike Altman, dem Sohn des Regisseurs, getextet.
- MASH wurde als Fernsehserie fortgesetzt. Allerdings wurden fast alle Rollen umbesetzt. Mit Gary Burghoff (Radar), G. Wood (General Hammond), Timothy Brown (Film: Corpsman Corporal Judson, Serie: „Spearchucker“ Jones, der im Film noch von Fred Williamson verkörpert wurde) und Corey Fisher (Film: Captain Dennis Patrick Bandini; Folge 26 der Serie: Captain Phil Cardozo) traten lediglich vier Schauspieler sowohl im Film als auch in der Serie auf. Siehe dazu: M*A*S*H (Fernsehserie).

## Auszeichnungen
1970 gewann MASH den Grand Prix beim Filmfestival von Cannes.
1971 gewann MASH einen Golden Globe als bester Film (Komödie oder Musical). Im selben Jahr war der Film in fünf Kategorien für einen Oscar nominiert und gewann in der Kategorie Adaptiertes Drehbuch (Ring Lardner jr., der mit der filmischen Umsetzung seines Drehbuchs jedoch sehr unzufrieden war). Die weiteren Nominierungen erfolgten in den Kategorien Bester Film, Beste Regie, Beste Nebendarstellerin (Sally Kellerman) und Bester Schnitt (Danford B. Greene). Ebenfalls 1971 gewann der Film den United Nations Award der BAFTA Awards.
1996 wurde MASH in das National Film Registry aufgenommen, was als Rehabilitation der Hollywood Ten angesehen werden kann.